# You and I (bài hát của Lady Gaga)
"You and I" (cách điệu "Yoü and I") là một bài hát của nghệ sĩ thu âm người Mỹ Lady Gaga và được phát hành như đĩa đơn thứ tư trích từ album phòng thu thứ hai của cô ấy là Born This Way (2011). Được viết bởi Gaga và đồng sản xuất là Robert John "Mutt" Lange, "Yoü and I" là một ca khúc mang ảnh hưởng của dòng nhạc rock and roll và bài "We Will Rock You" (1977) của nhóm nhạc Queen, kết hợp tiếng đàn ghita điện của Brian May. Bài hát được Gaga trình bày ra mắt vào tháng 6 năm 2010 trong màn biểu diễn tại White Tie and Tiara Ball của Elton John. Một màn biểu diễn bài hát được xuất hiện trên Internet và đã nhận được nhiều phản hồi tích cực, động viên cô kết hợp ca khúc này vào danh mục bài diễn trong chuyến lưu diễn The Monster Ball Tour. Sau đó, cô ấy cũng biểu diễn bài hát trong chương trình truyền hình Today trước một đám đông kỷ lục vào tháng 7 năm 2010, và trong chương trình The Oprah Winfrey Show vào tháng 5 năm 2011.
"Yoü and I" được truyền cảm hứng từ mối quan hệ của Gaga với anh chàng bạn trai cũ Lüc Carl, và là một ca khúc có tốc độ chậm kết hợp với âm thanh đàn guita điện và piano và giọng bè của Gaga và Lange. Bài hát nhận được nhiều ý kiến phê bình tích cực và đánh giá cao, các nhà phê bình liệt kê bài hát là một trong những điểm nổi bật của album Born This Way. Sau khi phát hành album gốc, "Yoü and I" lọt vào các bảng xếp hạng tại Canada, Anh và Mỹ, do lượng đĩa kỹ thuật số được bán ra từ album gốc. Thí sinh dự thi cuộc thi American Idol mùa thứ 10 - Haley Reinhart đã biểu diễn "Yoü and I" vào tháng 5 năm 2011 trước khi ca khúc được phát hành, và cũng nhận được nhiều đánh giá tích cực. Bản thu âm của cô ấy cũng được phát hành trên iTunes Store như một đĩa đơn, và xuất hiện trong tập album American Idol Top 5 Season 10.
Video âm nhạc đi kèm của "Yoü and I" xuất hiện vào ngày 16 tháng 8 năm 2011, được thực hiện với cộng tác viên thân thuộc của Gaga là Laurieann Gibson tại Springfield, Nebraska. Điểm nổi bật của video này chính là nhân vật Jo Calderone, phiên bản nam của Gaga, nhân vật này cũng xuất hiện trên bìa đĩa đơn, và Yuyi, phiên bản người cá của Gaga. Ý nghĩa chính đằng sau video âm nhạc là chuyến hành trình của Gaga để đến với người mà cô yêu, và được miêu tả thông qua một loạt các cảnh mà cô hóa trang thành nhiều nhân vật khác nhau, bao gồm hai nhân vật như đã đề cập trước đó. Sau khi phát hành, video đã nhận được nhiều phản hồi tích cực.

## Bối cảnh sáng tác

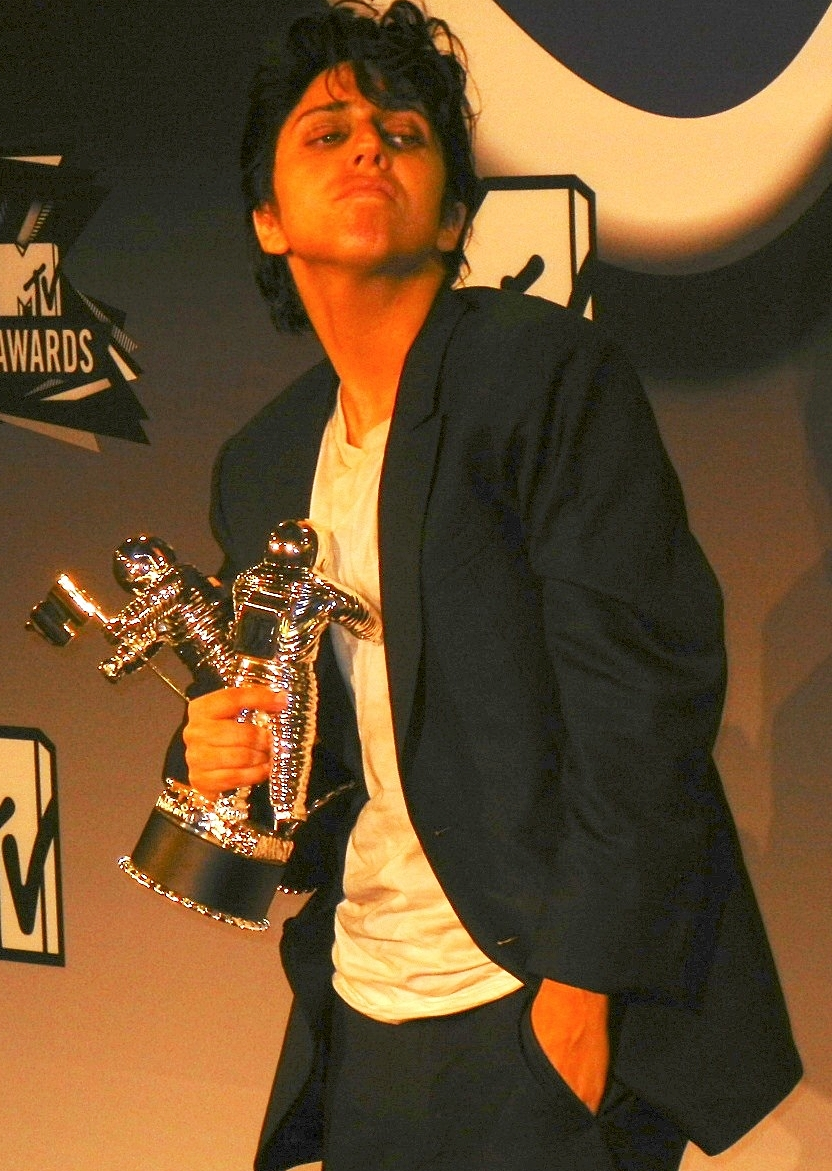
Lady Gaga, trong phiên bản giả nam Jo Calderone tại lễ trao giải MTV VMA 2011.

"Yoü and I" được sáng tác bởi Lady Gaga và sản xuất bởi Gaga cùng Robert John "Mutt" Lange,, đây cũng là một trong những bài hát đầu tiên được nghe trước từ album. Gaga nói rằng bài hát viết về New York, khi cô đang chơi chiếc đàn piano cũ của mình. Cô ca sĩ này lần đầu tiên biểu diễn "Yoü and I" tại vũ hội White Tie and Tiara Ball của Elton John vào tháng 6 năm 2010. Cô ấy nói rằng bài hát mang một chút gì đó của Rock and roll, cô cũng nói rằng nó có thể sẽ không phát hành thành đĩa đơn trích từ album Born This Way, nhưng nó sẽ giữ lại niềm thân mến trong tim. Video của màn biểu diễn này xuất hiện trên Internet ngay sau đó, và nhận được nhiều phản ứng khuyến khích tích cực cho Lady Gaga biểu diễn bài hát trong chuyến lưu diễn đầu tiên tại Bắc Mỹ -The Monster Ball Tour ở Montreal. Gaga nói với chương trình Meredith Vieira và Ann Currytold MSNBC rằng "'Yoü and I' viết về người quan trọng nhất mà tôi từng quen biết." Mặc dù Gaga không xác nhận người đó là ai, tạp chí People tiết lộ đó là Lüc Carl, bạn trai cũ của cô, và cô đã đền bù lại cho anh ta. Họ chỉ rõ rằng "Yoü and I" nói về việc họ đã quay trở về bên nhau như thế nào. Cô ấy cũng giải thích rõ hơn vì sao mối quan hệ đã trở thành cảm hứng của "Yoü and I" với Don Sheffield của tạp chí Rolling Stone, vào bài báo tháng 5 năm 2010:

Tôi sẽ không thể thành công nếu thiếu anh ấy [Lüc Carl]. Tôi chưa bao giờ thật sự yêu ai như tôi từng yêu anh ấy. Hay như hiện tại tôi yêu anh ấy. Mối quan hệ đó thật sự ảnh hưởng lớn đến tôi. Nó biến tôi trở thành một chiến binh. Sau khi tôi chia tay anh ấy, tôi tự hứa với lòng rằng tôi sẽ không bao giờ yêu lần nữa và sẽ làm anh ta hối hận về cái ngày anh ta nghi ngờ tôi. Nhưng sau khi tôi trở về bên anh ấy. Đó là tình yêu. Nhưng, bạn biết đó, tôi không thật sự hiểu nhiều về tình yêu... Tôi nghĩ rằng nếu tôi biết hết mọi thứ về tình yêu, tôi sẽ không giỏi sáng tác nhạc, phải không nhỉ? Tôi viết bài hát mới này - 'Yoü and I', nói về chúng tôi, tôi và anh ấy.

## Phát hành và bìa đĩa minh họa
"Yoü and I" được Gaga công bố vào ngày 22 tháng 5 năm 2011 là đĩa đơn thứ 4 trích từ album Born This Way. Bìa đĩa đơn của "Yoü and I" được phát hành vào ngày 5 tháng 8 năm 2011, thông qua TwitPic, đi kèm với câu: "Bạn sẽ không bao giờ thấy điều mà bạn đang tìm kiếm trong tình yêu, nếu bạn không yêu chính bản thân mình." Bìa đĩa với hình ảnh trắng đen, chính là phiên bản nam của Gaga - Jo Calderone, đang hút thuốc xì gà và có tóc mai dài. Trước đó nhân vật Calderone đã xuất hiện vào tháng 6 năm 2011, khi Gaga chụp ảnh phiên bản nam trong một loạt ảnh ở Luân Đôn bởi nhiếp ảnh gia Nick Knight và chỉnh sửa bởi nhà thiết kế Nicola Formichetti.

## Đội ngũ sản xuất
- Lady Gaga – giọng hát, nhạc sĩ
- Robert John "Mutt" Lange – sản xuất
- Brian May – guitar

## Xếp hạng và chứng nhận doanh số
| Bảng xếp hạng (2011-12)      | Vị trí cao nhất |
| ---------------------------- | --------------- |
| Australian Singles Chart     | 14              |
| Austrian Singles Chart       | 8               |
| Belgian Tip Chart (Flanders) | 4               |
| Belgian Tip Chart (Wallonia) | 4               |
| Brazilian Hot 100 Airplay    | 19              |
| Canadian Hot 100             | 10              |
| Croatian Airplay Radio Chart | 3               |
| Czech Airplay Chart          | 26              |
| French Singles Chart         | 98              |
| German Singles Chart         | 21              |
| Hungarian Airplay Chart      | 24              |
| Irish Singles Chart          | 32              |
| Italian Singles Chart        | 19              |
| Japan Hot 100                | 8               |
| Netherlands Single Top 100   | 83              |
| New Zealand Singles Chart    | 5               |
| Scottish Singles Chart       | 18              |
| Slovak Airplay Chart         | 18              |
| Swiss Singles Chart          | 32              |
| UK Singles Chart             | 23              |
| Billboard Hot 100            | 6               |
| Adult Contemporary           | 15              |
| Adult Pop Songs              | 6               |
| Hot Dance Club Songs         | 1               |
| Pop Songs                    | 7               |

| Quốc gia    | Chứng nhận |
| ----------- | ---------- |
| Úc          | Vàng       |
| New Zealand | Vàng       |

| Bảng xếp hạng (2011)         | Vị trí |
| ---------------------------- | ------ |
| Canadian Hot 100             | 65     |
| Croatian Airplay Radio Chart | 45     |
| UK Singles Chart             | 170    |
| Billboard Hot 100            | 71     |
| Adult Pop Songs              | 41     |
| Hot Dance Club Songs         | 45     |
| Pop Songs                    | 45     |